# Michael IV. Paflagoňan
Michael IV. Paflagoňan (pocházel z provincie Paflagonie; 1010 – 10. prosince 1041) byl byzantským císařem v letech 1034 až 1041. Po smrti Romana III. se oženil s císařovnou Zoe a nastoupil na trůn.
Michael se seznámil se Zoe prostřednictvím svého bratra, eunucha a vysokého státního úředníka Ioanna Orfanotrofa. Přestože byl císařovým komorníkem a pravidelně mu masíroval nohy, stal se milencem jeho ženy, císařovny Zoe. Císař sám ho nijak nepodezříval. Avšak 11. dubna 1034 za záhadných okolností zemřel. Zda ho Michael, Zoe nebo Orfanotrofos (který byl Romanovým přítelem) zavraždili, není jisté. Následující den se Michael oženil se Zoe a byl prohlášen císařem. O několik měsíců později ho Orfanotrofos, který se zatím stal ministrem financí, přesvědčil, aby uvěznil Zoe v jejích komnatách a sám vykonával vládu. Kvůli zradě svého předchůdce trpěl Michael výčitkami svědomí, pročež nechal založit mnoho nových klášterů.
Michael IV. pocházel z rodiny paflagonských rolníků. Byl velice pohledný, chytrý a štědrý, avšak naprosto nevzdělaný a navíc trpěl epileptickými záchvaty, proto předal vládu nad říší svému bratrovi. Orfanotrofovy vojenské a finanční reformy dočasně znovu obnovily sílu říše. Na východní hranici bylo po dlouhém obléhání dobyto důležité město Edessa. Na západě v roce 1035 požádal emír Palerma Michaela o pomoc proti svému povstalému bratrovi. Přestože emír krátce na to zemřel, válka na Sicílii pokračovala, čehož chtěl Michael využít.
V roce 1038 bylo zahájeno tažení pod vedením Georgia Maniakese. Výpravy se zúčastnil také manžel císařovy sestry, Stefanos. V průběhu následujícího roku byla dobyta města Messina a Palermo. Ostrov byl díky brilantnímu Maniakesovu velení už téměř ovládnut, avšak v roce 1040 došlo ke sporu mezi Georgiem a Stefanem. Poněvadž vojevůdce se posmíval neschopnosti císařova švagra, Stefanos poslal císařovi zprávu, že Maniakes osnuje spiknutí. Maniakes byl povolán do Konstantinopole a uvězněn. Stefanos se nyní stal velitelem, ale brzy poté zemřel. Zmatené situace v byzantském vojsku využili Arabové. Nejprve vypuklo na ostrově povstání a následně byla byzantská armáda poražena novým, z Afriky příchozím arabským vojskem. Pouze Messina zůstala v byzantských rukou.
Michael trpěl epilepsií a v posledních letech své vlády byl velmi těžce nemocen. Špatné svědomí ho trápilo stále více, takže nakonec přesídlil do Soluně, kde prosil svatého Demetria o odpuštění. Státní záležitosti zatím spravoval Orfanotrofos. Posledním Michaelovým činem bylo velení nad vojskem vyslaným proti Bulharům, kteří se vzbouřili pod vedením bratranců Petra Deljana a Alusiana a vyhnali byzantské posádky z Bulharska. Avšak v průběhu obléhání Soluně se bratranci dostali do hádky. Alusianos nechal Petra zbavit nosu a oslepit. Michaelovo vojsko nyní Bulhary napadlo a zcela je porazilo. Alusianos kapituloval a Michael se triumfálně vrátil do hlavního města. Zanedlouho na to však 10. prosince 1041 zemřel.